# Seidenstraße: Zarafshan-Karakum-Korridor
Der Zarafshan-Karakum-Korridor verläuft 866 km entlang der Seidenstraße und ist einer ihrer bedeutendsten Abschnitte.
Auf seinem Weg von Ost nach West entlang des Flusses Serafschan und weiter in südwestliche Richtung führt er durch Usbekistan, Tadschikistan und Turkmenistan, wobei drei Welterbestätten, Samarkand, Buchara und Merw, sowie die Karakumwüste passiert werden. Auf dieser Strecke „zeugen luxuriöse Residenzen der Kaufleute, Zitadellen, frühislamische Säulenmoscheen, fortschrittliche Bewässerungssysteme und das breite Spektrum an Karawansereien, die entlang des Korridors unterhalten wurden“ für den regen Handel und kulturellen Austausch in der Region.
Die Seidenstraße und besonders dieser Abschnitt gelten wegen seiner Ost-West-Ausrichtung und seiner Verbindung zu anderen Korridoren als Schmelztiegel der Ethnien, Kulturen und Religionen. Hier fand ein reger Austausch zu Wissenschaft und Technologie statt.
Auf der 45. Sitzung des Welterbekomitees vom 10. bis 25. September 2023 wurde der gemeinsame Vorschlag von Usbekistan, Tadschikistan und Turkmenistan aufgrund der Kriterien (ii), (iii) und (v) unter der Nominierung 1675 in die Liste des UNESCO-Welterbes aufgenommen.
Der Abschnitt umfasst 34 einzelne Stätten.
- Karte mit allen Koordinaten:
- OSM |
- WikiMap

| ID       | Bezeichnung                                | Vertragsstaat | Standort | Beschreibung | Bild | Schutzzone [ha] | Pufferzone [ha] |
| -------- | ------------------------------------------ | ------------- | -------- | --- | ---- | --------------- | --------------- |
| 675-001  | Khisorak Siedlung                          | Tadschikistan | Lage     | Es handelt sich um das größte städtische Denkmal im Hochland (über 7 ha) in Zentralasien, 2250 m über dem Meeresspiegel, mit hervorragender Erhaltung der Architektur aus dem 7. und 8. Jahrhundert. Die Existenz dieser hochentwickelten Siedlung in den Bergen, wo es heute keine Städte gibt, zeugt von der herausragenden Kunstfertigkeit der Sogdier und ihrer Fähigkeit, der rauen Umwelt zu trotzen. Die Architektur der Khisorak-Siedlung ist gut erhalten. In Khisorak wurden zahlreiche organische Funde gemacht: Textilien und Gewandfragmente, hölzerne Utensilien, darunter geschnitzte Deckenplatten und sogdische Dokumente, Getreide, Leder, Felle, mumifizierte Hunde usw. Als grandioses Stadtplanungs- und Festungsprojekt verfügt Khisorak über einen verzierten Palast auf der Zitadelle I. Die Siedlung ist auch ein Zeugnis der sogdischen Palastarchitektur und -ausstattung. Sie ist auch eine herausragende Festung in Kammform und eine städtische Siedlung in einer schwer zugänglichen Bergregion mit rauem Klima. |      | 23,019          | 52,927          |
| 1675-002 | Festung auf dem Berg Mugh                  | Tadschikistan | Lage     | Der einzige größere Fund von Dokumenten zu Ereignissen in Sogdien aus der Perspektive der Sogdier wurde auf der Festung Mugh gemacht. Diese Dokumente stellen heute eine der Hauptquellen für die Zeit des 8. Jahrhunderts an der Seidenstrasse dar in der Araber, Türken, Chinesen, Perser (Zoroastrisch und Muslimisch konvertierte), Choresmier und Sogdier um die Vorherrschaft in dem Gebiet kämpften. |      | 3,127           | 19,913          |
| 1675-003 | Kum Siedlung                               | Tadschikistan | Lage     | Die hoch in den Bergen gelegene Siedlung Kum, die aus einer sehr gut erhaltenen Burg sowie einem Palast, Wohnhäusern und Befestigungsanlagen besteht und in der der letzte Herrscher von Panjakent, Dawastich, vor Verfolgung Zuflucht suchte, spiegelt die nationale Kultur und das Leben des Hochlands von Sogdien im späten 7. und frühen 8. Jahrhunderts wieder. Die Ausgrabungen des größten Teils der Siedlung von Kum in Verbindung mit den schriftlichen Daten, die in der Burg auf dem Berg Mug gefunden wurden, ermöglichen eine genauere Beschreibung der historischen Situation und der Konfrontation der Bevölkerung der Bergsogdiens. Kum repräsentiert die Stadtplanung und die Befestigungen entlang der Seidenstraße sowie die sogdischen Palastbauten der Kleinfürsten, die am Handel auf der Seidenstraße beteiligt waren. Sie ist auch ein Beispiel für herausragende menschliche Aktivitäten in einer ungünstigen Gebirgsumgebung und zeugt durch archäologisches Material von der Islamisierung des Gebiets.              |      | 0,888           | 11,113          |
| 1675-004 | Gardani Khisor Siedlung                    | Tadschikistan | Lage     | Gardani Khisor ist sie die einzige vollständig ausgegrabene ländliche Siedlung der Sogdier aus dem 7. bis frühen 8.Jahrhunderts. Sie ist die Referenzstätte für das gewöhnliche Leben der Sogdier im Hochland, das sich von den in anderen Teilen Sogdiens bekannten Palästen, Burgen oder Tempeln unterscheidet. |      | 0,499           | 12,28           |
| 1675-005 | Tali Khamtuda Festung                      | Tadschikistan | Lage     | Tali Khamtuda steht als herausragendes Beispiel einer spätantiken und frühmittelalterlichen Festung in der Region. Die gut erhaltene kreuzförmige Festung stammt aus den ersten Jahrhunderten n. Chr., der Zeit unmittelbar vor der Blütezeit der sogdischen Zivilisation an der Seidenstraße. Der gute Erhaltungszustand erlaubt es die Wechselwirkung zwischen der hoch entwickelten Kultur der Sogdischen Ebene und der archaischeren Kultur der Bergregionen und den Einfluss der ersteren auf die letztere deutlich zu machen. |      | 2,113           | 15,396          |
| 1675-006 | Mausoleum von Khoja Mukhammad Bashoro      | Tadschikistan | Lage     | Besonders hervorzuheben ist die für Gebäude des 14. Jahrhunderts seltene Dekoration der Fassade mit geschnitzter Terrakotta. Innerhalb des Mausoleum werden viele verschiedene Arten von Dekor verwendet, wie geschnitztes Holz, Fliesen, Majolika, unglasierte und glasierte Terrakotta und die selten zu sehende Rohtonschnitzerei. Eine solche Fülle von Techniken und eine solche Kombination von Dekorarten findet man in keinem anderen Monument in Zentralasien. |      | 0,111           | 7,889           |
| 1675-007 | Toksankoriz Bewässerungssystem             | Tadschikistan | Lage     | Toksankoriz ist der am besten erhaltene Wasserstollen im Einzugsgebiet des Serafshan. Anders als die Bewässerungssystems des Iran oder in der Turfan-Oase handelt es sich hierbei nicht um einen unterirdischen Kanal, sondern um einen galerieartigen Kanal, der durch den Felsen gegraben wurde. Die Anlage stellt ein Zeugnis menschlicher Interaktion mit der Umwelt dar und dient als Beweis für die kontinuierliche Nutzung der natürlichen Ressourcen während der intensiven Nutzung der Seidenstraße im Mittelalter. Das System wurde zwischen dem 6. und 12. Jahrhundert gebaut bzw. erweitert und bis in die 1930er Jahre betrieben. |      | 102,038         | 147,847         |
| 1675-008 | Sanjarshakh Siedlung                       | Tadschikistan | Lage     | Die Siedlung Sanjarshakh war eine sogdische Stadt und eines der wichtigsten urbanen Zentren im oberen Zarafshan-Tal und die größte Siedlung in der Umgebung von Penjikent. Sie kontrollierte die Handelsroute zum Kaschkadarja-Tal über Magiandarja. Im Gegensatz zu Penjikent existierte Sanjarshakh auch noch in der frühen Samanidenzeit und stellt ein für die Region seltenes Beispiel für den Übergang eines sogdischen Stadtraums vom 8. zum 9. Sanjarshakh zeigt einige der am besten erhaltenen und eindrucksvollsten Beispiele sogdischer Wohnarchitektur in Zentralasien, die an einigen Stellen bis zu 6 m hoch ist. |      | 6,789           | 20,505          |
| 1675-009 | Alt-Pandschakent                           | Tadschikistan | Lage     | Die alte sogdische Fürstenhauptstadt hatte ihre Blüte vor allem im 7. und 8. Jahrhundert und ist eine wichtige archäologische Ausgrabungsstätte. |      | 32,87           | 79,115          |
| 1675-010 | Jartepa II Tempel                          | Usbekistan    | Lage     | Die archäologische Stätte Jartepa II ist ein Beispiel für einen zoroastrischen Tempel an der Seidenstraße und ein extramurales pan-sogdisches Heiligtum. Er war wahrscheinlich mit der Einrichtung des Nana-Kultes verbunden und war Teil eines Netzes zoroastrischer heiliger Stätten, die im 5. Jahrhundert an den Seidenstraßen entstanden. |      | 0,336           | 5,096           |
| 1675-011 | Suleimantepa                               | Usbekistan    | Lage     | Die archäologische Stätte Suleimantepa ist ein Beispiel für ein christliches Kloster der „Kirche des Ostens“ an den Seidenstraßen und zeugt von der Verbreitung des ostsyrischen Christentums an den Seidenstraßen im 5. Jahrhundert und seiner weiteren Entwicklung bis zum 14. Jahrhundert (als das Christentum aus dem Korridor Zarafshan-Karakum verschwand). |      | 0,26            | 3,615           |
| 1675-012 | Kafirkala Siedlung                         | Usbekistan    | Lage     | Kafirkala war wahrscheinlich eine königliche Residenz der Ikhshids (vorislamische Herrscher) von Samarkand. Sie repräsentiert die frühe Islamisierung des Zarafshan-Karakum-Korridors, da die Siedlung ihre wirtschaftliche Rolle nach der arabischen Eroberung beibehielt. Sie ist ein Beispiel für die Nutzung von Wasserressourcen und das Befestigungssystem. Sie ist ein bedeutendes Produktionszentrum an der Seidenstraße, insbesondere mit ihren Brennöfen, dem Ursprung der späten sogdischen Keramikproduktion mit Glimmer, der Silber imitiert und viele Ähnlichkeiten mit den Metall- und Keramikgefäßen aufweist. |      | 24,818          | 75,783          |
| 1675-013 | Dabusiya Siedlung                          | Usbekistan    | Lage     | Dabusiya ist ein Beispiel für die Kontinuität der Besiedlung und des Städtebaus, die vom 6. bis zum 19. Jahrhundert v. Chr. dauerte. Darüber hinaus war es ein Zentrum der Proto-Industrie und des Handwerks, dessen Metall- und Textilprodukte über die Seidenstraßen vertrieben wurden. Als wissenschaftliches Zentrum ist die Siedlung Dabusiya mit zahlreichen Gelehrten der Philosophie, Linguistik, des islamischen Rechts und der Theologie verbunden. |      | 84,314          | 133,694         |
| 1675-014 | Kasim Sheikh Architekturkomplex            | Usbekistan    | Lage     | |      | 1,354           | 27,693          |
| 1675-015 | Mir Sayid Bakhrom Mausoleum                | Usbekistan    | Lage     | Das fast vollständig erhaltene Mausoleum spiegelt die Entwicklung der Architektur Zentralasiens im Allgemeinen und der Gedenkstättenbauten im Besonderen wider. |      | 0,1             | 8,441           |
| 1675-016 | Rabat-i Mâlik Karawanserei                 | Usbekistan    | Lage     | Durch die beeindruckende Fassadengestaltung mit ornamental eingebetteten zylindrischen Säulen an den Wänden, die das Haupteingangsportal flankieren nimmt Rabat-i Mâlik einen besonderen Platz in der Geschichte der persischen Architektur ein. Zwischen 1068 und 1080 entstanden, war die Karawanserei eine der größten ihrer Art. Heute ist nur noch der Torbogen erhalten. |      | 0,856           | 35              |
| 1675-017 | Rabat-i Mâlik Sardoba                      | Usbekistan    | Lage     | Die Zisterne wurde im 11. Jahrhundert speziell für die Wasserversorgung von Rabat-i-Malik gebaut. Das Wasser für den Tank wurde vom Fluss Zaravshan durch einen unterirdischen Kanal zugeführt und den ganzen Sommer über dort gespeichert. Dank einer 12 m hohen Kuppel, die es vor der Sonnenhitze schützte, war das Wasser dort sauber und kalt. Die an der Karawanenstraße gelegene Sardoba war eine Trinkwasserquelle für vorbeiziehende Reisende und Karawanen. |      | 0,654           | 35              |
| 1675-018 | Moschee von Deggaron                       | Usbekistan    | Lage     | Die vermutlich im 11. bis 12. Jahrhundert entstandene Deggaron-Moschee ist eines der frühesten islamischen religiösen Gebäude in Usbekistan. Obwohl ein islamisches Gebäude, erinnert der Baustil eher an Gebäude aus vorislamischer Zeit. So ähnelt sie aussem eher einem zoroastrischen Tempel. Die gewölbte Decke wiederum ist charakteristisch für islamische Gebäude. Diese ungewöhnliche Struktur macht die Moschee so Einzigartig. |      | 2,55            | 50,102          |
| 1675-019 | Chasma-i Ayub Khazira                      | Usbekistan    | Lage     | Chasma-i Ayub stellt einen repräsentativen Typus des Mausoleums und der architektonischen Dekorationskunst der Zeit der Herrschaft der Karachaniden im 11. bis zur Mitte des 15. Jahrhunderts dar. Zu dieser Zeit war es eine einzigartige Form des Mausoleums und keine andere Khazira hatte ein solches Portal. Das bedeutende Originaldekor aus geschnitzter, monochromer, mit goldenem Ocker getönter Terrakotta ist für die vormongolische Zeit (12.–13. Jahrhundert) sehr einzigartig. Die Akzente der türkisfarbenen Glasur sind eines der ersten Beispiele für den Einsatz von Farbe. Sie spiegeln einen wichtigen Schritt in der Keramiktechnologie wider, die sich später entlang des gesamten Seidenstraßenkorridors durchsetzte. |      | 0,06            | 6,925           |
| 1675-020 | Vardanze Siedlung                          | Usbekistan    | Lage     | Vardanze ist die Überreste der mittelalterlichen befestigten Stadt Vardana, die die Gebiete entlang des Abschnitts Samarkand-Bukhara kontrollierte. Sie war eines der politischen Zentren des Westsogd: Im 4. bis 8. Jahrhundert war sie die Hauptstadt des alten Agrarlandes Buchara, dessen Bewirtschaftung auf den Wasserressourcen des Schafirkan basierte, eines mittelalterlichen Kanals, der vom Fluss Zarafshan abgeht. Es war die Residenz der Vardan-Khudats (Könige von Vardana), die während der Hephthaliten, der türkischen Khaganate und der Araber im 4. bis 8. Jahrhundert um die Vorherrschaft in diesem Gebiet konkurrierten. |      | 11,084          | 66,37           |
| 1675-021 | Minarett von Vobkent                       | Usbekistan    | Lage     | Das von 1196 bis 1197 erbaute Minarett ist nahezu vollständig erhalten und ist aus diesem Grund wichtig für die Untersuchung der Entstehung und Entwicklung der zentralasiatischen Minarette. |      | 0,6             | 28              |
| 1675-022 | Baha-ud-Din Naqschband Architekturkomplex  | Usbekistan    | Lage     | Das Grab von Bahauddin Naqschband, dem Namensgeber des Naqschbandi-Ordens, eines der größten und einflussreichsten muslimischen Sufiorden, ist heute eine wichtige Pilgerstätte. |      | 22,54           | 77,828          |
| 1675-023 | Chor Bakr Nekropole                        | Usbekistan    | Lage     | Der architektonische Komplex ist ein Zeugnis der religiösen Tradition der spätislamischen Periode Zentralasiens. Damals wurden Mausoleen und Nekropolen für verehrte Persönlichkeiten gebaut. Es handelt sich um den größten Nekropolenkomplex in der Region Buchara mit einer einzigartigen Innenraumplanung. |      | 8               | 48,378          |
| 1675-024 | Varakhsha Siedlung                         | Usbekistan    | Lage     | Die Siedlung Varakhsha war ein wichtiger militärischer Vorposten an der westlichen Grenze der Oase sowie ein bedeutendes Handelszentrum an der Straße zwischen Buchara und Choresm und lag in Kontaktzone zwischen den Nomaden und der sesshaften Bevölkerung. Sie war ein politisches Zentrum der Sogdier und die Außenresidenz der Bukhar-Khudats, die eine stark befestigte Zitadelle und einen Palast mit herausragenden Wandmalereien in den „Roten“ und „Blauen“ Sälen und geschnitzten Alabasterdekorationen aus dem 8. Jahrhundert beherbergte, die sogdische Traditionen mit indischen, sasanischen und umayyadischen Motiven verbinden. |      | 43,332          | 92              |
| 1675-025 | Paikend Siedlung                           | Usbekistan    | Lage     | Durch ihren guten Erhaltungszustand wird die Jahrhunderte unter Sand vergrabene sogdische Stadt „Pompeji Asiens“ genannt. Die zwischen dem 4. und 2. Jahrhundert v. Chr. entstandene Stadt war ein wichtiger Handelsposten an der Seidenstraße. Nach der Ankunft der Araber im 8. Jahrhundert wurde sie darüber hinaus ein wichtiges islamisches Zentrum. |      | 169,841         | 198,082         |
| 1675-026 | Amul Siedlung                              | Turkmenistan  | Lage     | Amul war eines der wichtigsten städtischen Zentren von Chorasan und lag in einem relativ schmalen Streifen landwirtschaftlicher Nutzfläche am linken Ufer des Amudarja. Die Stadt war das administrative und kulturelle Zentrum der mittleren Amudarja Region. Die Stadt lag an einer günstigen Stelle des Flusses und kontrollierte die wichtige Flussüberquerung. Hier war die strategisch effektivste Route: nach Osten nach Buchara und Poykent, entlang des Zarafshan-Flusses; und nach Osten, die kürzeste Durchquerung der Karakum-Wüste zum Murghab-Delta und Merw. Die dortigen Ausgrabungen dokumentieren die kontinuierliche Besiedlung seit den ersten Jahrhunderten n. Chr. bis zum 19. Jahrhundert. |      | 7,6             | 22,35           |
| 1675-027 | Mansaf Karawanserei                        | Turkmenistan  | Lage     | Die Karawanserei von Mansaf ist eine Haltestelle, ein Rabad des 9. bis frühen 10. und 11. bis 12. Jahrhunderts auf dem Abschnitt Amul-Merw. Die Mansaf-Karawanserei spiegelt die Bemühungen der Menschen entlang des Zarafshan-Karakum-Korridors wider, ein ausgeklügeltes Infrastruktursystem zu schaffen und zu unterhalten, das den Handel und das Reisen entlang der Seidenstraßen über Jahrhunderte hinweg unterstützte. |      | 0,25            | 10,75           |
| 1675-028 | Mansaf Karawanserei                        | Turkmenistan  | Lage     | Die Karawanserei von Mansaf ist eine Haltestelle, ein Rabad des 9. bis frühen 10. und 11. bis 12. Jahrhunderts auf dem Abschnitt Amul-Merw. Die Mansaf-Karawanserei spiegelt die Bemühungen der Menschen entlang des Zarafshan-Karakum-Korridors wider, ein ausgeklügeltes Infrastruktursystem zu schaffen und zu unterhalten, das den Handel und das Reisen entlang der Seidenstraßen über Jahrhunderte hinweg unterstützte. |      | 0,25            | 10,75           |
| 1675-029 | Konegala Karawanserei                      | Turkmenistan  | Lage     | Die Karawanserei von Konegala ist ein herausragendes Beispiel für eine Karawanserei auf dem Abschnitt Amul-Merw aus dem 10. bis frühen 13. Jahrhundert. Ihre archäologischen Überreste spiegeln die herausragenden Fertigkeiten bei der Herstellung komfortabler Unterkünfte in der rauen Wüstenumgebung von Karakum wider. |      | 1,5             | 41,75           |
| 1675-030 | Tahmalaj                                   | Turkmenistan  | Lage     | |      | 1,44            | 10,12           |
| 1675-031 | Akja Gala Karawanserei                     | Turkmenistan  | Lage     | Die Karawanserei Akja Gala ist ein herausragendes Beispiel für eine Karawanserei aus dem 9. bis 12. Jahrhundert. Ihre archäologischen Überreste spiegeln die herausragenden Fähigkeiten bei der Errichtung komfortabler Unterkünfte in der rauen Wüstenumgebung von Karakum wider. |      | 1,2             | 129,8           |
| 1675-032 | Gyzylja Gala Karawanserei (Rabad al-Hadid) | Turkmenistan  | Lage     | Die aus dem 8. bis 12. Jahrhundert stammende Karawanserei spiegelt die herausragenden Fähigkeiten bei der Errichtung komfortabler Unterkünfte in der rauen Wüstenumgebung von Karakum wider. |      | 0,33            | 11,18           |
| 1675-033 | Gyzylja Gala Karawanserei (Rabad al-Hadid) | Turkmenistan  | Lage     | Die Karawanserei Gyzylja Gala ist ein herausragender Komplex von Karawansereien auf dem Abschnitt Amul-Merw aus dem 8. bis 12. Jahrhundert. Ihre archäologischen Überreste spiegeln die herausragenden Fähigkeiten bei der Errichtung komfortabler Unterkünfte in der rauen Wüstenumgebung von Karakum wider. |      | 0,39            | 11,18           |
| 1675-034 | Kushmeihan (Dinli Kishman)                 | Turkmenistan  | Lage     | Kushmeihan war eine wichtige Stadt der Oase Merw. Sie war der Ausgangspunkt für die Durchquerung der Karakum-Wüste nach Amul, eine wichtige Marktstadt und ein strategisches Zentrum entlang der Seidenstraßen. |      | 114,1           | 300,1           |
| Quelle:  |                                            |               |          | |      |                 |                 |